# الإعاقة في المملكة المتحدة
تشمل الإعاقة في المملكة المتحدة مجموعة واسعة من الظروف والتجارب، مما يؤثر بشكل عميق على حياة الملايين من الناس. عُرفت الإعاقة بموجب قانون المساواة لعام 2010 على أنها إعاقة جسدية أو عقلية ذات تأثير سلبي كبير وطويل الأمد على قدرة الشخص على القيام بالأنشطة اليومية العادية، وهي تشمل جوانب مختلفة من الحياة، بما في ذلك التركيبة السكانية والتشريعات والرعاية الصحية والتوظيف والثقافة. وعلى الرغم من التقدم الكبير في السياسات والمواقف الاجتماعية، فإن الأفراد ذوي الإعاقة غالباً ما يواجهون تحديات وفوارق فريدة من نوعها.

## التركيبة السكانية

هرم السكان ذوي الإعاقة في عام 2021 في إنجلترا وويلز

وفقًا لمسح موارد الأسرة 2018/19، أفاد 14.1 مليون شخص في المملكة المتحدة بأنهم يعانون من إعاقة، ويشكلون 8% من سكان الأطفال، و19% من سكان سن العمل، و45% من سكان سن التقاعد.

## التشريعات والسياسة الحكومية
يعرف القسم 6 (1) من قانون المساواة لعام 2010 الإعاقة على النحو التالي:
يُعتبر الشخص معاقًا لأغراض القانون إذا كان يعاني من إعاقة جسدية أو عقلية، وكان لهذه الإعاقة تأثير سلبي كبير وطويل الأمد على قدرته على القيام بالأنشطة اليومية العادية.

بموجب قانون مكافحة التمييز ضد الإعاقة (1995، الذي مُدد في عام 2005)، من غير القانوني للمنظمات التمييز (معاملة الشخص المعاق بشكل أقل ملاءمة، لأسباب تتعلق بإعاقة الشخص، دون مبرر) في التوظيف؛ والوصول إلى السلع والمرافق والخدمات؛ وإدارة أو شراء أو تأجير الأراضي أو العقارات؛ والتعليم. يتعين على الشركات إجراء "تعديلات معقولة" على سياساتها أو ممارساتها، أو الجوانب المادية لمبانيها، لتجنب التمييز غير المباشر.
منذ عام 2010، أُستبدل قانون التمييز على أساس الإعاقة بقانون المساواة لعام 2010. لا يزال هذا القانون يحمي الأشخاص ذوي الإعاقة ضد التمييز ولكنه يشمل أيضًا عددًا من الخصائص الأخرى بما في ذلك العمر وإعادة تحديد الجنس والزواج والحمل والعرق والدين والجنس والتوجه الجنسي. وعلى الرغم من هذا القانون، فإن الأشخاص ذوي الإعاقة أكثر عرضة للبطالة بمرتين من الأشخاص غير ذوي الإعاقة.
وزارة العمل والمعاشات التقاعدية هي جهة حكومية مسؤولة عن تعزيز الوعي بقضايا الإعاقة، ومن أبرز أهدافها رفع مستوى الفهم حول الإعاقة وإزالة العقبات التي تواجه الأشخاص ذوي الإعاقة في بيئة العمل.
وبحسب تقرير صحفي، أظهر استطلاع رأي أُجري في المملكة المتحدة ارتفاعًا بنسبة 23% في حالات التمييز والتحرش المبلغ عنها داخل وزارة العمل والمعاشات التقاعدية. وأشارت الدراسة إلى أن التمييز على أساس الإعاقة شكّل النسبة الأكبر من الشكاوى مقارنة بالتمييز على أساس الجنس أو العرق أو العمر.
وقد وُجّهت انتقادات إلى وزارة التنمية الاجتماعية والعمل بسبب نتائج هذا الاستطلاع، إذ تُعد هذه الوزارة مسؤولة عن مكافحة التمييز في أماكن العمل. وتشير النتائج إلى احتمال وجود حاجة لتحسين بيئة العمل داخل الوزارة نفسها.
من جانبه، صرّح متحدث باسم وزارة التنمية الاجتماعية والعمل أن نتائج الاستطلاع لا تعكس بالضرورة زيادة فعلية في عدد حالات التمييز، بل قد تكون نتيجة للجهود المبذولة لتشجيع الموظفين على الإبلاغ عن مثل هذه الانتهاكات. 
تختلف السياسات والتشريعات المتعلقة بالإعاقة في أيرلندا الشمالية بشكل كبير عن بقية المملكة المتحدة.

### هيئة الخدمات الصحية الوطنية
يعتبر العلاج الطبي في المملكة المتحدة مجانيًا بشكل عام في ظل نظام الخدمات الصحية الوطنية. الرعاية الاجتماعية تخضع لاختبار الوسائل. بعض الخدمات التي يحتاجها الأشخاص ذوو الإعاقة لا تندرج بوضوح ضمن أي من الفئتين، وتخضع لقرارات التقنين المحلية. أفادت تقارير بأن الضمانات المتعلقة بأوقات الانتظار، المنصوص عليها في دستور هيئة الخدمات الصحية الوطنية في إنجلترا، غالبًا ما لا يُلتزم بها.

#### الشعر المستعار والضفائر
توفر هيئة الخدمات الصحية الوطنية (NHS) الشعر المستعار والدعامات القماشية للمرضى عند الحاجة، مثل دعامات العمود الفقري أو البطن أو حمالات الصدر الجراحية التي توفر من خلال المستشفى، من خلال مخطط الدخل المنخفض التابع لـ NHS.

#### الكراسي المتحركة
تُوفر الكراسي المتحركة اليدوية والكهربائية وصيانتها مجانًا للأشخاص ذوي الإعاقة الذين يحتاجون إلى مثل هذه الكراسي بشكل دائم. و تُحدد المعايير المحددة للأهلية محليًا من قبل مجموعات التكليف السريري في إنجلترا والمجالس الصحية في ويلز. يشترط وجود إحالة من طبيب، وتتولى خدمات الكراسي المتحركة في هيئة الخدمات الصحية الوطنية (NHS) مسؤولية التقييم وتوفير الكراسي. وتوفر بعض هذه الخدمات نظام قسائم يتيح للشخص إضافة مساهمة مالية لزيادة قيمة الكرسي المتحرك الموصى به.
في عام 2017، كان هناك حوالي 1.2 مليون مستخدم للكراسي المتحركة في المملكة المتحدة، وكان حوالي ثلثيهم من المستخدمين المنتظمين. وفقًا لهيئة الخدمات الصحية الوطنية في إنجلترا، كانت هناك تأخيرات واسعة النطاق في الحصول على الكراسي، وحوالي نصف المستخدمين أصيبوا بقرحة ضغط في مرحلة ما، ناجمة جزئيًا عن الكراسي غير المناسبة أو غير المجهزة بشكل جيد. صيغت مقترحات لتحسين تشغيل وتوفير خدمات الكراسي المتحركة في عام 2015 بمساعدة التحالف الوطني لقيادة الكراسي المتحركة، الذي أنشأته تاني جراي تومسون. من المقرر استبدال نظام القسائم بميزانيات شخصية للكراسي المتحركة، تُخصص بناءً على تقييم دقيق لاحتياجات كل فرد وأهدافه. أقر الاجتماع السنوي للجمعية الطبية البريطانية في عام 2017 بالإجماع اقتراحًا يدعو إلى تمكين مستخدمي الكراسي المتحركة من "الوصول في الوقت المناسب إلى الكراسي المناسبة لظروفهم الفردية". هناك مشاكل خاصة فيما يتعلق بتوفير الكراسي المتحركة الكهربائية. في عام 2017، اضطر أكثر من 5100 طفل، أي حوالي 18%، إلى الانتظار أكثر من أربعة أشهر من وقت إحالتهم إلى كرسي الإحالة لتسليمهم. قالت السيدة تاني جراي تومسون: "عندما لا يتوفر للطفل الكرسي المتحرك المناسب، فقد يُحرم من الذهاب إلى المدرسة، مما يزيد من صعوبة رعاية الطفل على الأهل، ويؤدي إلى الحاجة المتزايدة للرعاية المؤقتة.

#### أجهزة السمع
لقد وفرت أجهزة السمع  أصبحت الخدمات الصحية الوطنية هدفاً للتخفيضات مع تزايد الضغوط على الميزانيات. قررت مجموعة تكليف الخدمات السريرية في شمال ستافوردشاير أنه اعتبارًا من أكتوبر 2015 لن تدفع بعد الآن ثمن أجهزة السمع للأشخاص الذين يعانون من فقدان السمع الخفيف أو بعض الأشخاص الذين يعانون من فقدان السمع المتوسط. وسوف يوفر هذا حوالي 200 ألف جنيه إسترليني سنويا. وقد قُبل القرار من قبل لجنة التدقيق الصحي التابعة لمجلس مقاطعة ستافوردشاير في يونيو 2015. ومن المتوقع أن تتبنى مجموعات الرعاية الصحية الأولية الأخرى في المقاطعة سياسة مماثلة. في يونيو 2017، أفادت التقارير أن مجموعة التكليف السريري في ميلتون كينز تفكر في تقنين توريد أجهزة السمع إلى جهاز واحد لكل شخص، وعدم السماح لأي شخص يعاني من فقدان سمع خفيف أو فقدان سمع متوسط ما لم يتمكنوا من إثبات ذلك. "يعاني من تأثير سلبي كبير". اشتكت مؤسسة الخدمات الصحية الوطنية في وسط وشمال غرب لندن، التي تدير الخدمات المجتمعية في المنطقة، من أن هذه المقترحات كانت "مدمرة بشكل لا يصدق"، وتتعارض مع السياسة الوطنية والأدلة القوية والرأي المهني..."

## سياسة

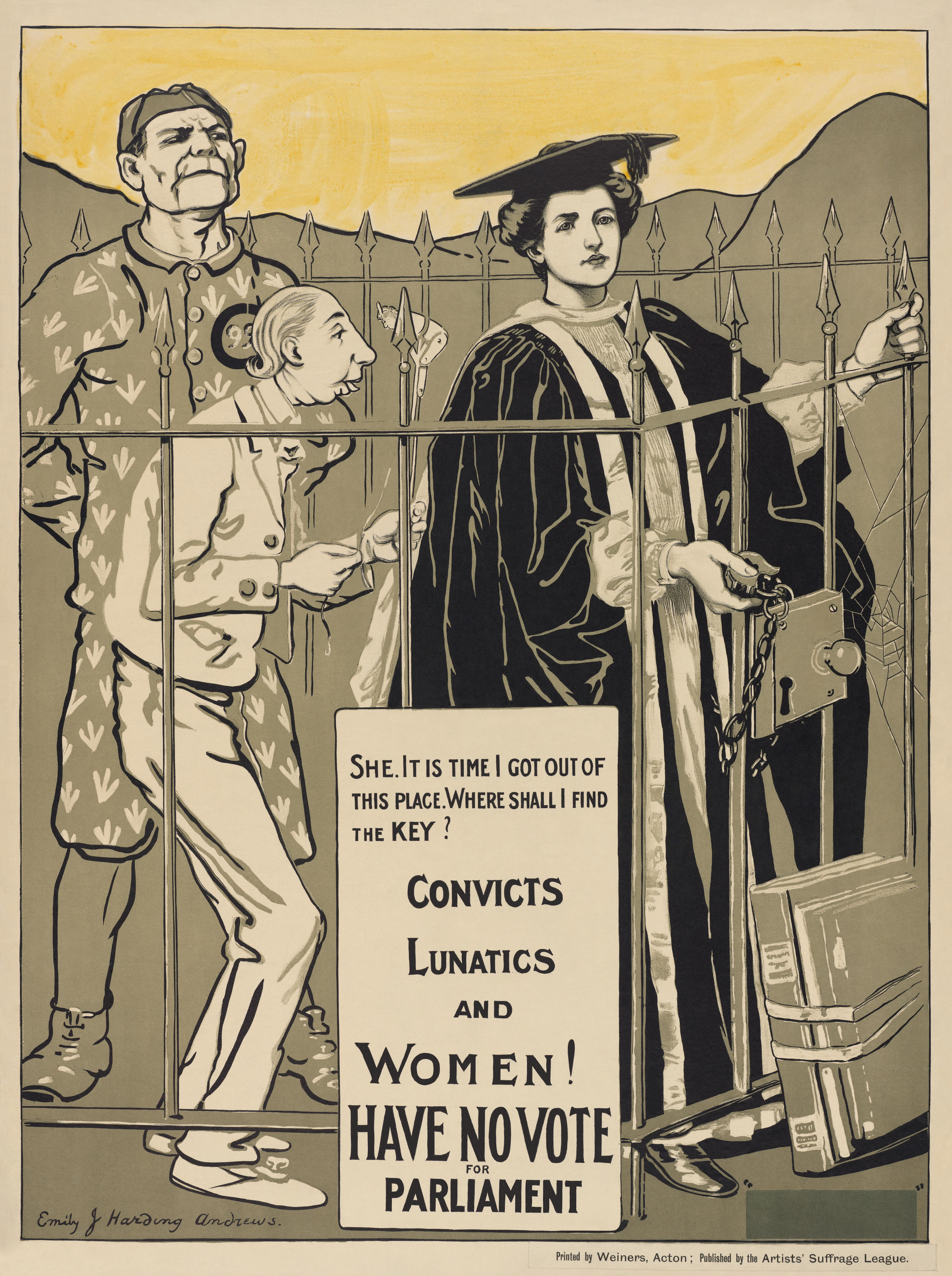
ملصق لحركة حق الاقتراع البريطانية، يهاجم حقيقة وضع النساء بجانب " المجانين " والمجرمين لعدم قدرتهم على التصويت. وكثيرا ما كانت الأفكار المتعلقة بالقدرة والتحسين النسلي موجودة في خطابات حق الاقتراع.

تتمتع حقوق الأشخاص ذوي الإعاقة بتاريخ طويل ومتنوع في المملكة المتحدة، بدءًا من إنشاء اتحاد الأشخاص ذوي الإعاقة الجسدية ضد الفصل العنصري في سبعينيات القرن العشرين وحتى التخفيضات الأخيرة في مزايا الضمان الاجتماعي والاحتجاجات التي تلتها. كانت المملكة المتحدة من أوائل الدول التي تبنت تشريعات مكافحة التمييز في عام 1995 وصادقت على اتفاقية الأمم المتحدة لحقوق الأشخاص ذوي الإعاقة في عام 2009. يمكن إرجاع جذور حركة حقوق الأشخاص ذوي الإعاقة المنظمة في المملكة المتحدة إلى تأسيس اتحاد الأشخاص ذوي الإعاقة الجسدية ضد الفصل العنصري في أوائل سبعينيات القرن العشرين. أدت المبادئ التأسيسية للمنظمة إلى ظهور النموذج الاجتماعي للإعاقة.
غالبًا ما يُحرم الأشخاص ذوو الإعاقة من المساعدة القانونية عند الطعن في قرارات رفض الإعانات، ما يضطرهم إلى التعامل مع قضايا معقدة ومؤلمة دون دعم. وقد تراجع عدد الطعون المقدمة بشكل ملحوظ، وسط مخاوف من أن الفئات الأكثر ضعفًا هي من تدفع الثمن.
كانت معاملة الأشخاص ذوي الإعاقة إحدى القضايا المطروحة في الانتخابات العامة في المملكة المتحدة عام 2017. أصدر كل من حزب الخضر وحزب العمال بيانين منفصلين بشأن الإعاقة. أُطلق مرشح الحزب الأخضر في بوتني، بن فليتشر، وهو شخص أصم وأعمى، وثيقة الحزب الجديدة.

## إعانات الإعاقة

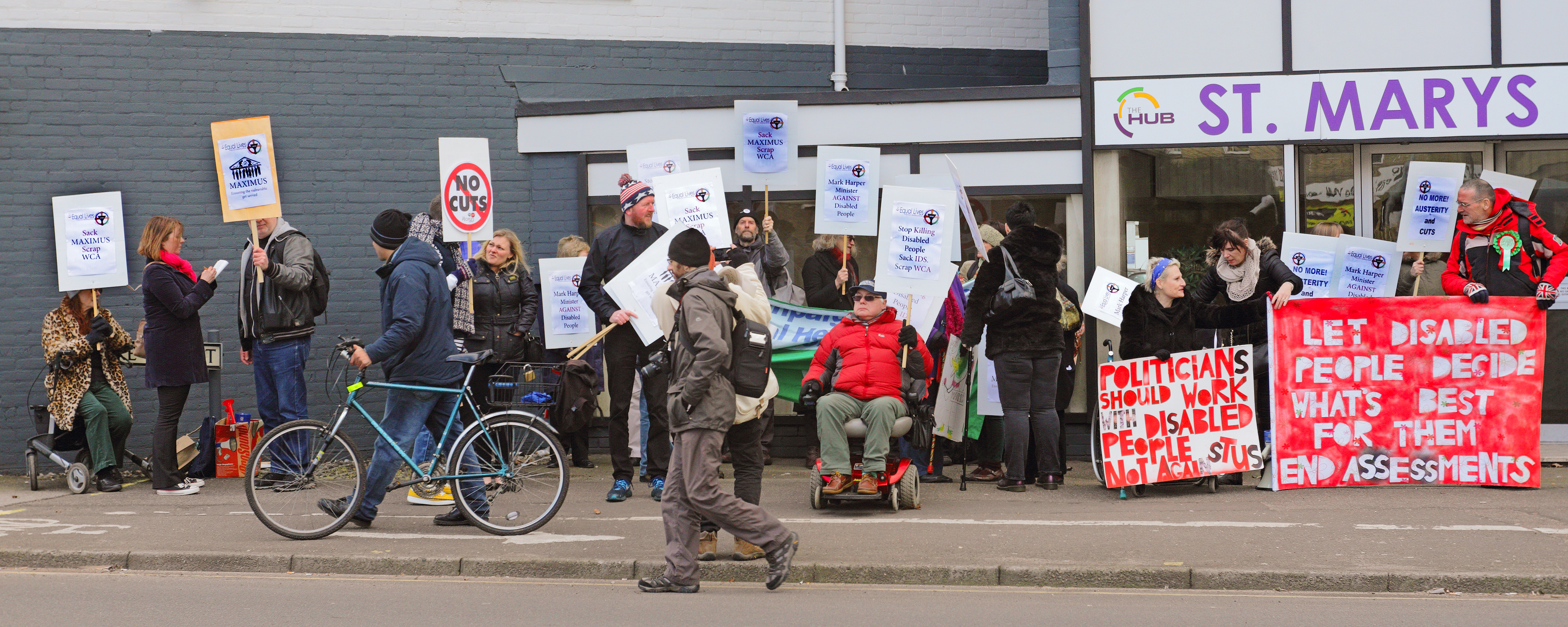
احتجاجات الأشخاص ذوي الإعاقة في عام 2015 ضد سياسات الحكومة وعدم إمكانية الوصول إلى مركز التقييم الذي استولى عليه الآن ماكسيموس خارج سانت ماري هاوس، نورويتش.

يتوفر عدد من الخدمات المالية وخدمات الدعم الرعائي، والتي يشار إليها عادةً باسم فوائد الإعاقة.قدّم ألف موريس بدل الحضور في عام 1970. ودمج قانون مساهمات ومزايا الضمان الاجتماعي لعام 1992 بدل التنقل وبدل الحضور ضمن بدل المعيشة الجديد للأشخاص الذين تقل أعمارهم عن 65 عامًا. كما استُبدل بدل المعيشة للإعاقة، للأشخاص الذين تزيد أعمارهم عن 16 عامًا، بمدفوعات الاستقلال الشخصي.
أستُبدلت إعانة العجز ودعم الدخل في البداية ببدل دعم التوظيف، ثم بالائتمان الشامل، الذي يُعتبر أقل سخاءً وأكثر إكراهًا. ويظهر أن المطالبين بمزايا الضمان الاجتماعي من ذوي الإعاقة هم أكثر عرضة بنسبة 53% للموافقة على استحقاقاتهم مقارنة بالمطالبين غير المعاقين. وغالبًا ما يشتكي الأشخاص ذوو الإعاقة من عدم فهم موظفي مركز العمل لاحتياجاتهم الخاصة. قال مارك أتكينسون، من مؤسسة "سكوب" الخيرية المعنية بالإعاقة: "العقوبات العقابية قد تكون ضارة للغاية للأشخاص ذوي الإعاقة، الذين يعانون بالفعل من عبء مالي بسبب ارتفاع تكاليف المعيشة. لا يوجد دليل واضح على أن خفض إعانات ذوي الإعاقة يعينهم في العثور على عمل أو البقاء فيه. من المرجح أن تؤدي العقوبات إلى ضغط غير ضروري، مما يدفع الأشخاص الذين تهدف الحكومة إلى دعمهم بعيدًا عن سوق العمل. في عام 2017، أُوقف استحقاق حوالي 4600 من مقدمي طلبات الإعانة من ذوي الإعاقة بشكل غير صحيح بسبب عدم حضورهم المقابلات رغم وجود أسباب وجيهة.
لا يستطيع العديد من الأشخاص ذوي الإعاقة في المملكة المتحدة تحمل تكاليف الغذاء المناسب أو لا يستطيعون تحمل تكاليف تدفئة منازلهم بسبب تخفيضات المزايا. تظهر الأبحاث التي أجراها ليونارد تشيشاير لذوي الإعاقة الأسر المتعثرة. كما أن 27% من البالغين ذوي الإعاقة في سن العمل ينفقون أقل من 50 جنيهًا إسترلينيًا أسبوعيًا بعد دفع ضريبة الدخل وضريبة المجلس وتكاليف الإسكان. 54% من الأشخاص الذين لا يحصلون على رعاية اجتماعية أو يحصلون على رعاية غير كافية يشعرون بالعزلة والوحدة. 53% شعروا أن نقص المساعدة أدى إلى تدهور صحتهم العقلية. أفادت لجنة المساواة وحقوق الإنسان أن الأشخاص ذوي الإعاقة تضرروا بشكل غير متناسب من التغييرات الضريبية والرفاهية منذ عام 2010، وأن الأسر ذات الإعاقة خسرت ما يصل إلى 10000 جنيه إسترليني سنويًا.

## توظيف

### الإحصاءات والتشريعات والسياسات

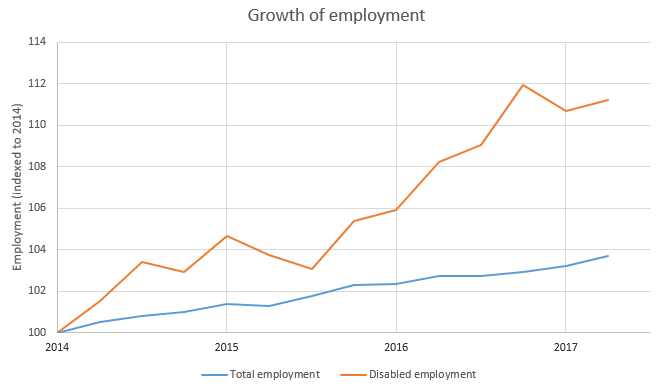
نمو إجمالي العمالة في المملكة المتحدة مقارنة بنمو العمالة بين ذوي الإعاقة.

يبلغ معدل التوظيف للأشخاص ذوي الإعاقة في سن العمل في المملكة المتحدة 45%، بينما يبلغ المعدل بالنسبة لأولئك الذين لا يعانون من الإعاقة 77%. :16يأتي هذا على الرغم من قانون المساواة لعام 2010 الذي يلزم أصحاب العمل بإجراء تعديلات معقولة للأشخاص ذوي الإعاقة حتى لا يقعوا في "وضع غير مؤاتٍ بشكل كبير". ومع ذلك، فإن هذا القانون والقوانين السابقة، كان لها تأثير إيجابي، على سبيل المثال، قامت شركة سينسبري بتجنيد أكثر من 2000 شخص من ذوي الإعاقة في غضون أربع سنوات، :19لقد استوعبت شركة ماركس آند سبنسر أكثر من 1000 شخص من ذوي الإعاقة، كما قدمت شركة بي تي فرصًا مستدامة لأكثر من 300 شخص من ذوي الإعاقة منذ عام 2003.
وعلى الرغم من هذا الإجراء، تشير الإحصائيات إلى أن 33% من الأشخاص ذوي الإعاقة يعملون بدوام كامل، مقارنة بـ 60% من الأشخاص غير ذوي الإعاقة. :100ومن الواضح من هذه الإحصاءات أن الأشخاص ذوي الإعاقة محرومون من المساواة في المشاركة من الناحية الاقتصادية حيث يعمل أقل من نصف السكان ذوي الإعاقة، وحتى أقل من ذلك يعملون بدوام كامل، وبالتالي هناك عقبات كبيرة في طريقهم للمشاركة الكاملة في المجال الاقتصادي. لم تعتمد كافة أنحاء المملكة المتحدة قانون المساواة لعام 2010، الأمر الذي أدى بدوره إلى عدم الاتساق في المملكة المتحدة. لا تزال أيرلندا الشمالية تعمل بموجب قانون التمييز ضد ذوي الإعاقة لعام 1995.
على الرغم من أن الإحصاءات تشير إلى زيادة توظيف الأشخاص ذوي الإعاقة في بعض الشركات، إلا أن هذا القانون لم يحقق الفعالية المتوقعة، حيث سمح لأصحاب العمل بالتمييز ضد الموظفين ذوي الإعاقة طالما كان التمييز مبررًا قانونيًا. من أجل تحقيق المزيد من الاتساق وفي محاولة لتشجيع الشركات على توظيف المزيد من الأشخاص ذوي الإعاقة، ادعى اللورد فرويد أنه ينبغي للشركات أن تكون قادرة على توظيف الأشخاص ذوي الإعاقة بأجور أقل من الحد الأدنى للأجور. يزعم فرويد أن الشركات ستكون أكثر استعدادًا لتوظيف الأشخاص ذوي الإعاقة لأنها لن تخسر إذا لم يعمل الأشخاص ذوو الإعاقة بنفس مستوى الأشخاص غير ذوي الإعاقة. يزعم فرويد أن البلدان الأخرى لديها نهج مماثل، ومن الجدير أن ننظر إلى النهج الذي اعتمدته البلدان المختلفة.

### خلق الفرص للأشخاص ذوي الإعاقة في مكان العمل

#### توظيف
إن جعل مكان العمل أكثر شمولاً لجميع الأشخاص الذين يتعرضون للتمييز هو جزء من حملة أوسع نطاقاً بكثير، وليس مجرد مسألة تشريعية فقط. وفيما يتعلق بالأشخاص ذوي الإعاقة على وجه الخصوص، يقترح قانون التمييز ضد الإعاقة: دليل للمديرين وأصحاب العمل عددًا من المبادئ التوجيهية لأصحاب العمل لتجنب التمييز. وتشمل هذه الأمور فهم البعد الاجتماعي للإعاقة، والاعتراف بالطبيعة المتنوعة للإعاقات، وتجنب الافتراضات، ومعرفة احتياجات الأشخاص ذوي الإعاقة، وطلب المساعدة من الخبراء. وهذا بدوره يجمع بين تحقيق الجانب القانوني لتجنب التمييز وتغيير المواقف الاجتماعية.:13
منتدى الأعمال بشأن الإعاقة (BDF)، المعروف سابقًا باسم منتدى أصحاب العمل بشأن الإعاقة، هو منظمة عضوية للشركات في المملكة المتحدة. بعد تقديم قانون الإعاقة، أدرك أعضاء BDF الحاجة إلى أداة يمكنهم من خلالها قياس أدائهم فيما يتعلق بالإعاقة عامًا بعد عام.
في عام 2005 شاركت ثمانون منظمة في معيار الإعاقة، مما أدى إلى تقديم أول إحصائيات تسلط الضوء على أداء المملكة المتحدة كأمة من أصحاب العمل. وفي أعقاب النجاح الذي حققه معيار الإعاقة الأول، شهد عام 2007 تقديم جوائز الماس للرؤساء التنفيذيين للأداء المتميز، واغتنمت 116 منظمة الفرصة لمقارنة الاتجاهات عبر مجموعة كبيرة من أصحاب العمل في المملكة المتحدة ومراقبة التقدم الذي أحرزته في مجال الإعاقة. شهد عام 2009 تقديم المعيار الثالث، معيار الإعاقة 2009.
في عام 2012، قامت BDF بتنفيذ عدد من المبادرات لمساعدة الشركات في تلبية احتياجات العملاء والموظفين ذوي الإعاقة وإدماجها. وقد تألفت هذه المبادرات من فريق عمل التكنولوجيا (مبادرة شريكة لمنتدى الأعمال للأشخاص ذوي الإعاقة والتي تجمع بين بعض أكبر المشترين والموردين لتكنولوجيا المعلومات والاتصالات في العالم)؛ وميثاق التكنولوجيا التي يمكن الوصول إليها (الذي أطلق في نوفمبر/تشرين الثاني 2011) حيث يعتبر "نموذج نضج إمكانية الوصول" (AMM) أداة تقييم ذاتي لتمكين الشركات من تحديد وتخطيط السياسات الرئيسية للتكنولوجيات التي يمكن الوصول إليها والقابلة للاستخدام.
ومع ذلك، وجد تقرير صادر عن مؤسسة السوق الاجتماعية ومؤسسة الثقة في لندن أن الأشخاص ذوي الإعاقة لا يحصلون على الدعم الكافي للحصول على عمل في لندن. ووجدت الدراسة أن هناك 370 ألف شخص من ذوي الإعاقة عاطلون عن العمل في لندن، وأن فجوة التوظيف بين ذوي الإعاقة تصل إلى 38.5%. لا يزال هذا أقل من متوسط فجوة التوظيف للأشخاص ذوي الإعاقة على المستوى الوطني والذي يبلغ 41.5%.

#### العمل الحر
في المملكة المتحدة، يعد العمل الحر أحد الخيارات للأشخاص ذوي الإعاقة. من بين العاملين بأجر، يعمل 18% من الرجال ذوي الإعاقة و8% من النساء ذوات الإعاقة لحسابهم الخاص كوظيفة رئيسية، مقارنة بـ 14% و6% من الرجال والنساء غير ذوي الإعاقة على التوالي. وجدت الأبحاث المنشورة في عام 2002 أن العديد من الأشخاص ذوي الإعاقة ليسوا على دراية بالقواعد المتعلقة بالعمل لحسابهم الخاص. قد يكون العمل الحر أيضًا في بعض الأحيان الخيار الوحيد لبعض الأشخاص ذوي الإعاقة الذين قد يحتاجون إلى أنماط عمل مرنة نتيجة لإعاقتهم.

## تعليم
يحق للأطفال ذوي الإعاقة التي تؤثر على تعليمهم الحصول على الدعم من مدرستهم. قد يُمنح الأطفال ذوي الإعاقات الأكثر تعقيدًا خطة تعليمية ورعاية صحية (EHCP).
يحق للأشخاص ذوي الإعاقة في التعليم العالي التقدم بطلب للحصول على بدل الطالب المعاق، والذي يوفر التمويل للمعدات والدعم الذي قد يحتاجه الطالب لدراسته.

## ثقافة

### الفنون
بدأ تطور فن الإعاقة في السبعينيات والثمانينيات نتيجة للنشاط السياسي الجديد لحركة الأشخاص ذوي الإعاقة. التاريخ الدقيق لدخول المصطلح حيز الاستخدام غير مؤكد حاليًا، على الرغم من أن أول استخدام للمصطلح في التسلسل الزمني للفنون الخاصة بالإعاقة كان عام 1986. خلال هذه الفترة، أُتفق بأثر رجعي على مصطلح "فن الإعاقة" في حركة فنون الإعاقة ليعني "الفن الذي يصنعه الأشخاص ذوو الإعاقة والذي يعكس تجربة الإعاقة".
ومع تطور الحركة والمصطلح، بدأت حركة الفنون الخاصة بالإعاقة في التوسع من ما بدأ بشكل رئيسي ككباريه للأشخاص ذوي الإعاقة إلى جميع أشكال الفنون. بدأت حركة الفنون الخاصة بالإعاقة في النمو عامًا بعد عام وبلغت ذروتها في أواخر التسعينيات. ومن بين المعارض الرئيسية التي تناولت الفن المتعلق بالإعاقة معرض "الحواجز"، وهو معرض يتناول القيود الجسدية والحسية والفكرية وتأثيرها على ممارسة الفن الشخصي. (8 فبراير - 16 مارس 2007: معرض أسبكس، بورتسموث) وإنشاء مهرجان أفلام الإعاقة في لندن عام 1999.

## روابط خارجية
- جمعية المهنيين ذوي الإعاقة
- تحالف الإعاقة
- ليونارد تشيشاير لذوي الإعاقة نسخة محفوظة 2010-12-15 على موقع واي باك مشين.
- مجموعة إصلاح ضريبة الدخل المنخفض
- شبكة رواد الأعمال ذوي الإعاقة